# Nevadadromeus
Nevadadromeus (лат.) — род небольших птицетазовых динозавров из подсемейства Thescelosaurinae семейства Thescelosauridae. Известен по ископаемым остаткам из верхнемеловых (сеноманских) отложений формации Уиллоу-Танк в штате Невада, США. Включает единственный вид — Nevadadromeus schmitti — первый вид нептичьих динозавров, описанный из Невады.

## История открытия
Голотип Nevadadromeus, образец NSC 2008-002, был обнаружен в национальном парке Долина огня палеонтологом Фрэнки Джексоном в 2008 году. Этот образец упоминается в обзоре, опубликованном Джошуа Бонди и соавторами 2012 году, как «небольшой, возможно, двухметровый гипсилофодонт». Он представлен следующими элементами: проксимальная часть левой бедренной кости, проксимальная часть правой бедренной кости, четыре полных тела позвонка, три когтевых фаланги задних конечностей, две фаланги пальцев задних конечностей, неопределённые фрагменты и окостеневшие сухожилия.
Название нового динозавра было обнародовано в 2021 году, но до формального описания в 2022 году оно имело статус nomen nudum. Nevadadromeus schmitti был научно описан Джошуа Бонди, Ребеккой Холл, Л. Дж. Круменакером и Дэвидом Варриккио в 2022 году. Родовое название означает «бегун из Невады»: оно образовано от названия штата Невада и др.-греч. δρομαῖος [dromaîos] — «бегун». Видовое название дано в честь Джеймса Шмидта, известного своими работами по геологии формации Уиллоу-Танк и других стратиграфических единиц Невады.
Авторы описания Nevadadromeus заявили, что над описанием материала как минимум ещё одного птицетазового из мела Невады ведётся работа.

## Классификация
Бонди и соавторы (2022) классифицировали Nevadadromeus как представителя подсемейства Thescelosaurinae семейства Thescelosauridae в составе клады Neornithischia. Это делает его древнейшим представителем Thescelosaurinae в Северной Америке, так как все остальные находки на континенте относятся к маастрихтскому ярусу.
Исследователи отметили, что размер и форма бедренных костей Nevadadromeus соответствуют таковым как у Orodrominae, так и Thescelosaurinae. При этом выступающая и глубокая выемка, отделяющая меньший вертел бедренной кости от большего, характерна для представителей Thescelosaurinae, но отсутствует у Orodrominae.